# Antiopha gunneri
Antiopha gunneri är en fjärilsart som beskrevs av William Schaus 1939. Antiopha gunneri ingår i släktet Antiopha och familjen tandspinnare. Inga underarter finns listade i Catalogue of Life.